# Lubnice (Berane)
Pour les articles homonymes, voir Lubnice.
Lubnice (en serbe cyrillique : Лубнице) est un village de la municipalité de Berane, dans le nord-est du Monténégro.

## Démographie

### Évolution historique de la population
| 1948 | 1953 | 1961 | 1971 | 1981 | 1991 | 2003 |
| ---- | ---- | ---- | ---- | ---- | ---- | ---- |
| 490  | 650  | 644  | 545  | 368  | 244  | 245  |